# 呂儉
呂儉（?—?），唐朝河中府（今山西省永济市西）人，郡望东平（今山东省东平县），家于洛阳。吕渭之子，吕温、呂恭之弟，呂讓之兄。
呂俭和哥哥呂恭都官至侍御史，有美才。因为其兄吕温与李吉甫有仇，所以自从后来李吉甫再入中书，长庆以后，李吉甫的儿子李德裕之党势盛，吕氏诸子没有再担任达官之人。